# Rákos obecný

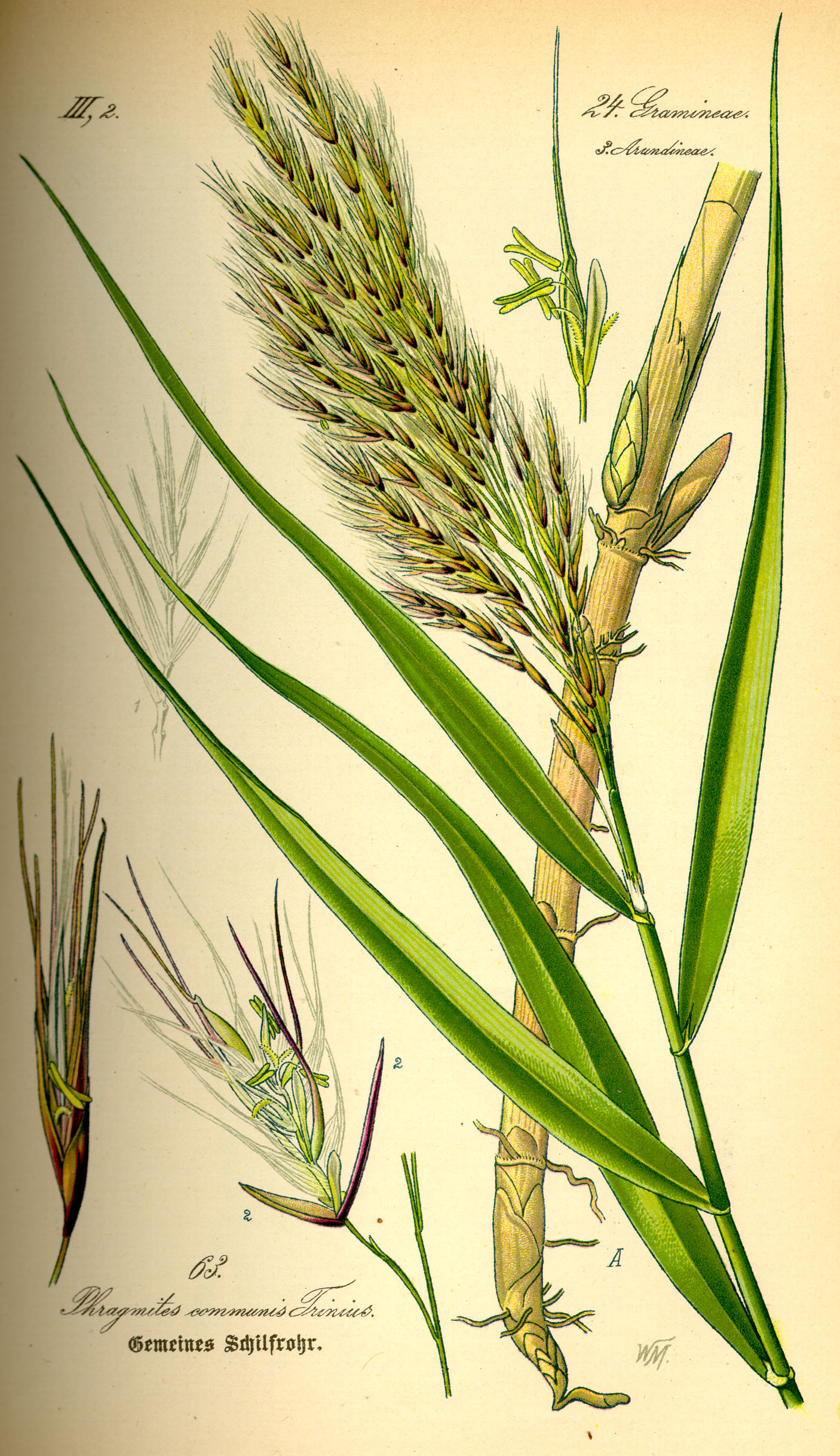

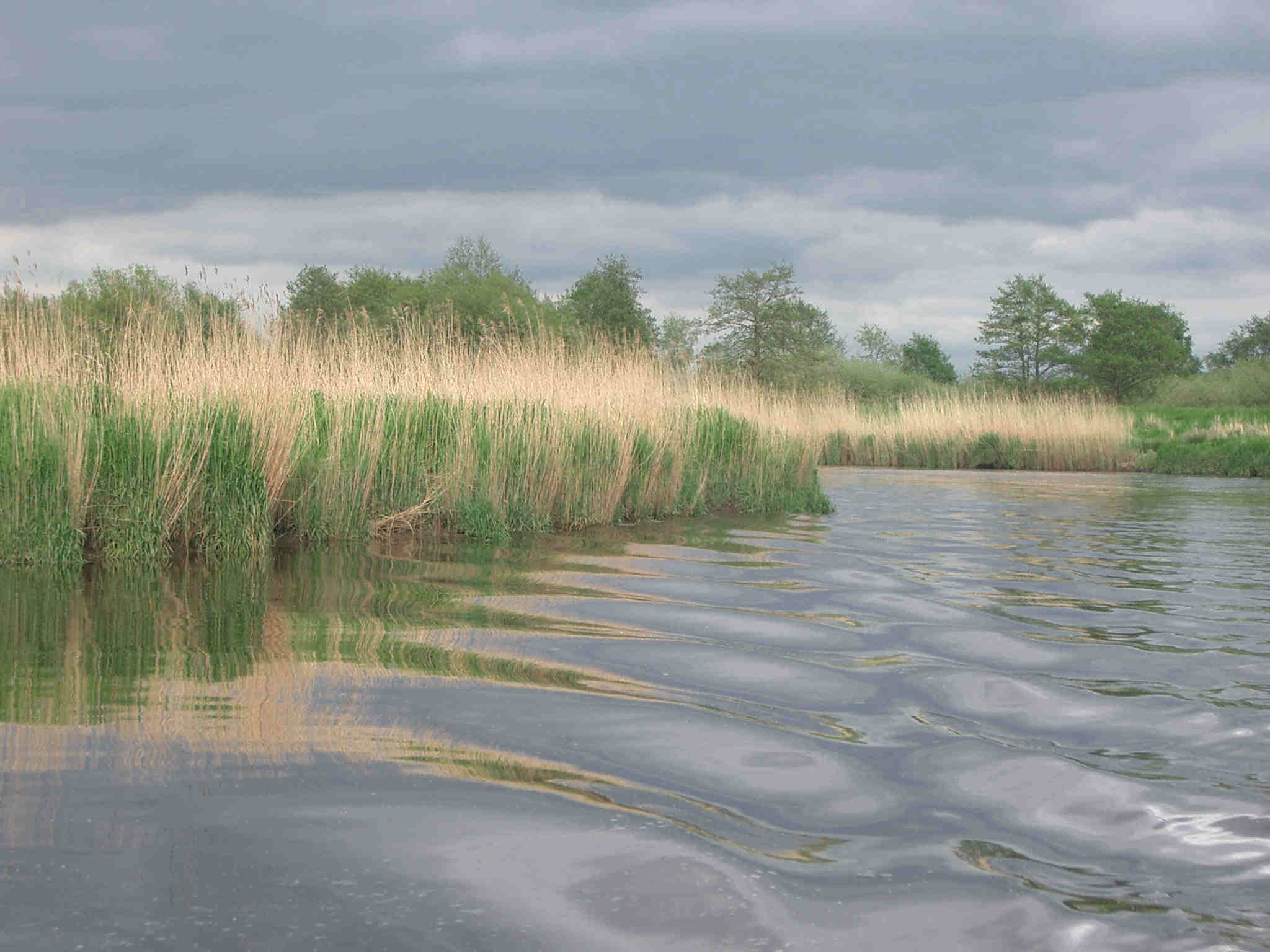
Rákosiny

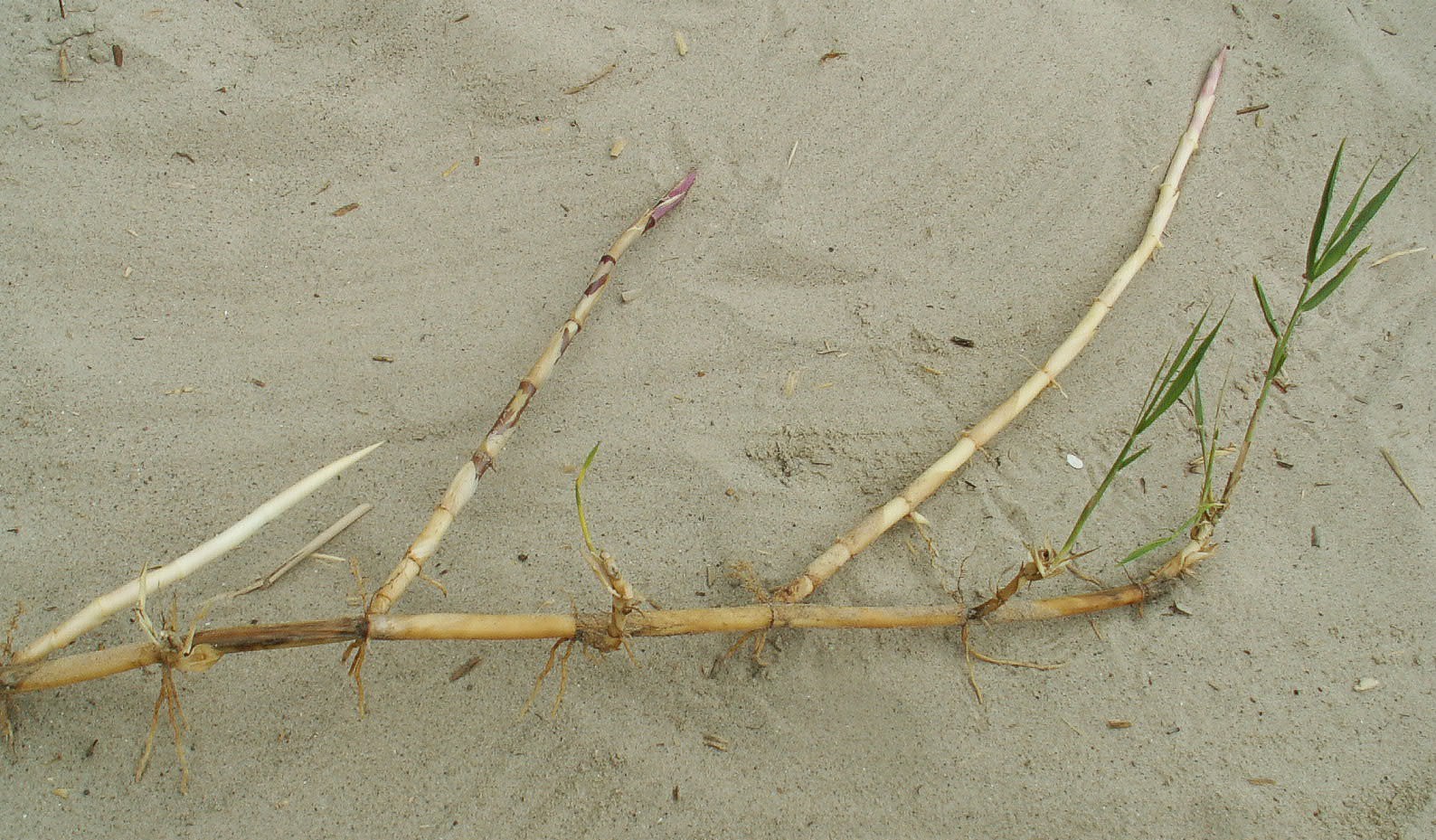
Oddenek

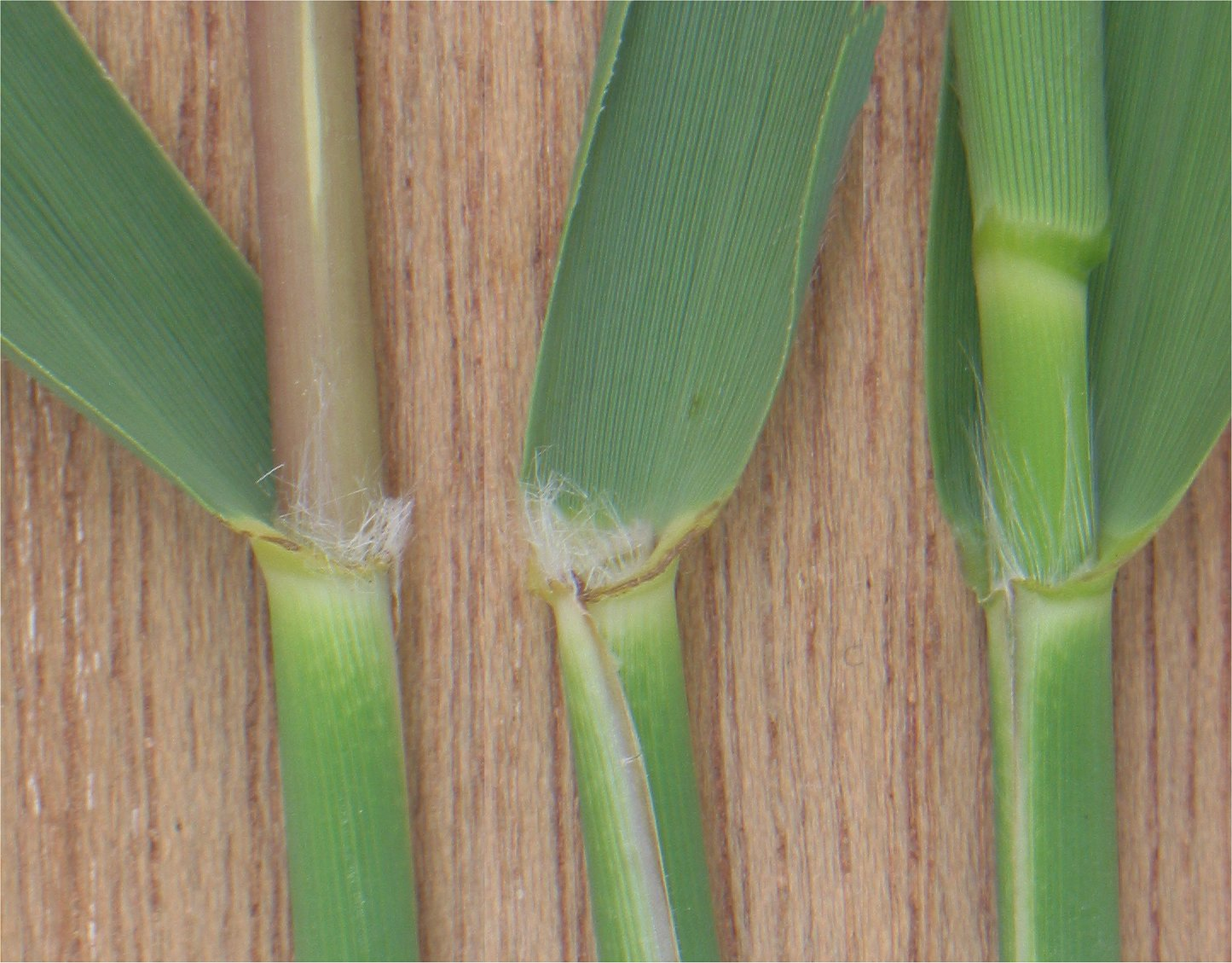
Stéblo

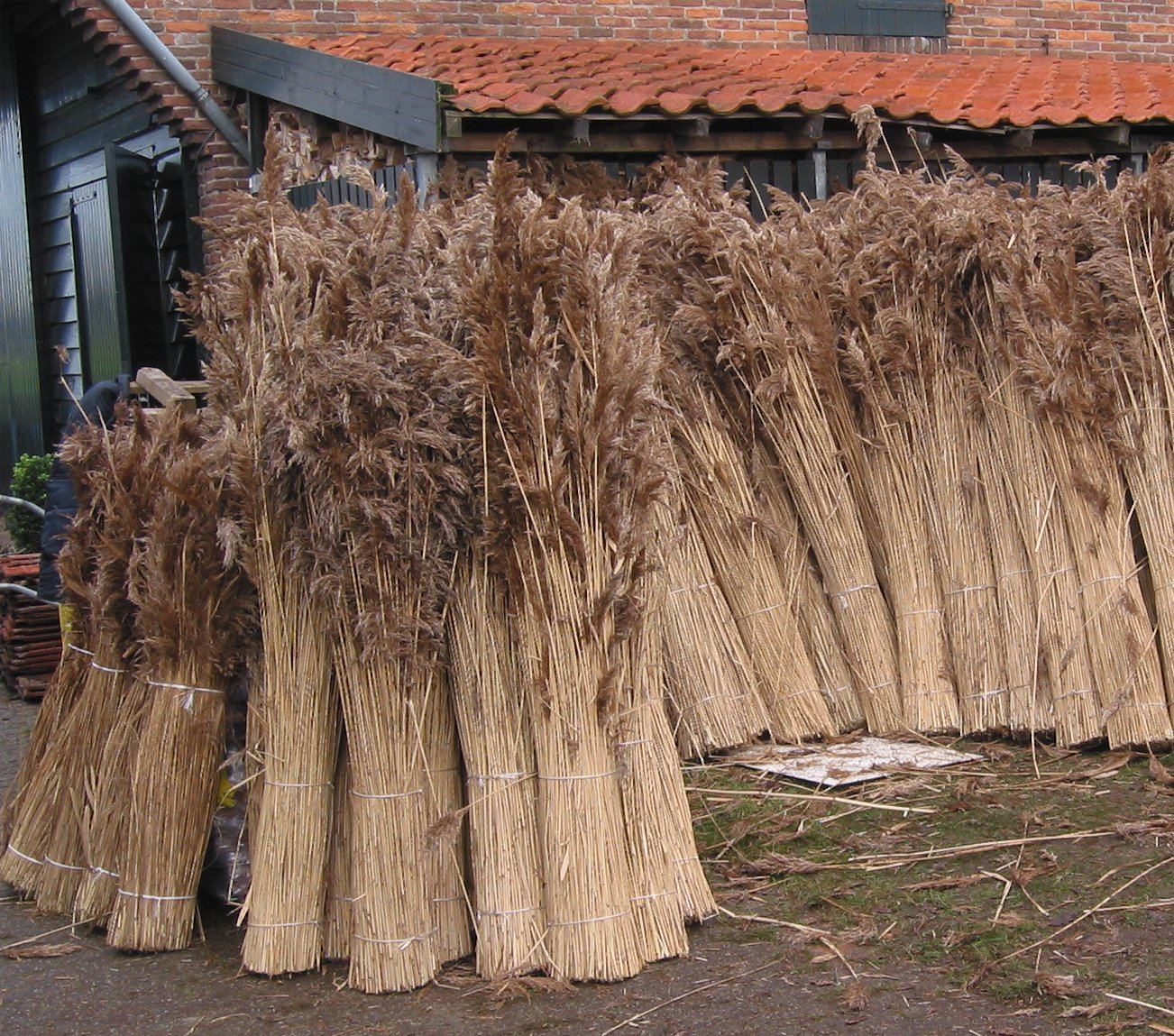
Rákos svázaný do snopů a připravený na pokrytí střechy

Rákos obecný (Phragmites australis) je velmi statná vytrvalá tráva dorůstající 1–4 m (ale někdy až 6 m).

## Popis

### Vegetativní orgány
Rákos má podzemní, větvené až 4 m dlouhé oddenky, které v bahnité půdě vyhánějí až 10 m dlouhé kořenující výhonky. Z nich v uzlinách vyrůstají silná vzpřímená stébla s široce čárkovitými až 0,5 m dlouhými listy.

### Generativní orgány
Na vrcholu stonku vyrůstá velká mnohokvětá lata dlouhá až 50 cm. Větve laty jsou chlupaté, klásky kopinaté, tmavohnědé, 3–7květé. Dolní květy jsou prašníkové, ostatní oboupohlavné. Květy mají na bázi s dlouhými chloupky, s nimiž jsou spojeny malé ochmýřené obilky, které se mohou dále šířit větrem čí vodou. Kvete od června do září. Po dozrání mají poměrně dobrou klíčivost, kterou rychle ztrácejí. Na orné půdě převládá vegetativní způsob rozmnožování.

## Stanoviště
Rákos je v dnešní době rozšířen po celém světě na březích tekoucích i stojatých vod, v bažinách, vodních příkopech, ale též jako velmi úporný plevel na vlhkých polích od nížin do teplejších podhorských oblastí zapleveluje všechny plodiny. Nebezpečné nejsou na polích obilky, jelikož se na obdělávaných plochách většinou rozšiřuje vegetativně.

## Rákosiny
Svými rychle rostoucími bohatě větvenými oddenky vytváří husté souvislé porosty zvané rákosiny. Rákosiny (lat. Phragmitetum) jsou porosty tvořené buď jen rákosem obecným, nebo spolu s ostřicemi, například s ostřicí štíhlou (Carex gracilis), ostřicí zobánkovou (Carex rostrata) a bezkolenec (Molinia coerulea).

## Nároky
Roste převážně na vlhkých eutrofizovaných půdách, tzn. půdách s přebytkem vody a živin.

## Využití

### Vysazovaní v rybnících a jezírkách
Rákosiny jsou významnou složkou zazemňovacích pásem stojatých vod, kde se mezi hustou spletí oddenků v mělkých pobřežních vodách ukládá bahnitá půda zaplňující vodní nádrže.
Rákos se pro svou čisticí schopnost často využívá v rybnících a zahradních jezírkách.

### Technické využití
Rákos obecný vytváří velké množství zelené hmoty, a proto v krajích, kde se vyskytuje ve velkém množství, se kosí na podestýlku, na střešní krytinu, nebo na výrobu celulózy, např. v deltě Dunaje, na jižním Slovensku v okolí Štúrova. Rákosové stébla mají stejně jako bambus mnohostranné technické využití (rohože, podklad pod omítku,). Rákos se kosí na podzim (v říjnu a listopadu). Místy například v severním Německu se vysazuje uměle, a to odřezky kořenů, nebo se vysévají obilky, zralé teprve v zimě (mísí se s jílem a v podobě malých koulí se sází do měkké bahnité půdy). Klíčí během jednoho měsíce.

### Pícnina
Jako příměs v pícninách zhoršuje jejich kvalitu pro tvrdost listů a stébel, která obsahují mnoho kysličníku křemičitého a brzo dřevnatějí. Na drenážových pozemcích ucpávají trubky, což vede k lokálnímu zamokření.

### Obsažené látky a léčivé účinky
Oddenek z rákosu je antipyretický, chladivý, krev čistící, protilátka, stimulující sekreci slin. Působí jako antitusikum, diuretikum, hemostatikum, stomachicum. Dokáže léčit artritidu, astmatu, bolesti břicha, nadýmání a syfilis. Lze využít jako sladidlo a barvivo. Obsahuje Asparagin, beta-amyrin, beta-karoten, bílkoviny, fosfor, furfural, kyselinu askorbovou, kyselinu křemičitou, popel, sacharidy, sacharózu, saponiny, taraxerol, tuky, vápník, vlákninu, vodu a vosk.

## Hubení
Článkovité oddenky jsou uloženy ve značné hloubce až 2 m. Z těchto horizontálních oddenků raší nové výhonky. Vzhledem k hloubce zakořenění nejsou poškozovány orbou. Ani hluboká orba oddenky nezničí díky vysoké regenerační schopnosti. Jedinou možností ochrany je posklizňová aplikace neselektivních přípravků obsahujících glyfosát.

## Invazivita
Rákos se vyskytuje na všech kontinentech kromě Antarktidy a je proto těžké říci, kde je původní a kam byl zavlečen. Rákos je extrémně invazivní rostlina v mokřadech a podél vodních těles, kde díky podzemním oddenkům (rhizomům) vytváří husté porosty. Můžeme ho nalézt i v příkopu, ale dokáže také znehodnocovat nejčistší vodní systémy. Rákos také dokáže vypařit více vody než je schopno se nahromadit během dešťů. Tato vysoká spotřeba vody a hustý listový odpad společně znesnadňují klíčení původních druhů pod podrostem rákosu. Husté stonky také brání ptákům v pohybu mezi hnízdy a vodou.

## Synonyma

### Lidová synonyma
- palach
- palašina
- píšťalák
- rákos stříbrný
- tresť bahnivá

### Latinská synonyma
- Arundo aggerum Kittel
- Arundo altissima Benth.
- Arundo australis Cav.
- Arundo barbata Burchell
- Arundo graeca Link
- Arundo isiaca Delile
- Arundo karka Retz.
- Arundo maxima Forssk.
- Arundo palustris Salisb.
- Arundo phragmites L.
- Arundo vallatoria Gray
- Arundo vulgaris Lam.
- Calamagrostis nigricans Merat
- Cynodon phragmites (L.) Raspail
- Czernya arundinacea C.Presl
- Phragmites australis (Cav.) Steud.
- Phragmites berlandieri E.Fourn.
- Phragmites communis Trin.
- Phragmites flavescens (Custor ex Gaudin) Hegetschw. & Heer
- Phragmites humilis DeNot.
- Phragmites isiacus Kunth
- Phragmites karka (Retz.) Trin. ex Steud.
- Phragmites maximus (Forssk.) Chiov.
- Phragmites nakaiana Honda
- Phragmites phragmites (L.) H.Karst.
- Phragmites vulgaris Crep.
- Phragmites vulnerans Asch.
- Reimaria diffusa Spreng.
- Trichoon karka (Retz.) Roth
- Trichoon phragmites (L.) Rendle
- Xenochloa arundinacea Lichtenstein ex Roem. & Schult.